# فریا رایدینگز
فریا رایدینگز (انگلیسی: Freya Ridings؛ زادهٔ ۱۹ آوریل ۱۹۹۴) خواننده، نوازنده پیانو، ترانه‌سرا، و خواننده-ترانه‌پرداز اهل بریتانیا است. وی از سال ۲۰۱۶ میلادی تاکنون مشغول فعالیت بوده‌است.